# Gütlershof
Gütlershof (fränkisch: Gidlas-huhf) ist ein Gemeindeteil der Gemeinde Petersaurach im Landkreis Ansbach (Mittelfranken, Bayern). Gütlershof liegt in der Gemarkung Großhaslach.

## Geografie
Die Einöde liegt in der Talsohle des Haselbachs. Etwas nordwestlich liegt der Gleizenberg (440 m ü. NHN). Gleich südlich liegen die Waldgebiete Bachstelze und Stübleinlach. Gütlershof liegt direkt an der Bundesstraße 14 zwischen Heilsbronn (3,8 km östlich) und Wicklesgreuth (2,5 km westlich).

## Geschichte
Errichtet wurde der Hof 1848 von Johann Leonhard Güttler aus Großhaslach. Nachdem dieser in den 1860er Jahren nach Amerika ausgewandert war, wurde der bisher namenlose Hof von seinen Nachfolgern „Güttlershof“ bezeichnet. In der Amtssprache jedoch wurde der Hof „Gütlershof“ genannt in der Annahme, das Bestimmungswort sei Gütler (=Kleinbauer).
Am 1. Mai 1978 wurde Gütlershof im Zuge der Gebietsreform in Bayern in die Gemeinde Petersaurach eingegliedert.

## Einwohnerentwicklung
| Jahr      | 001861 | 001925 | 001950 | 001961 | 001970 | 001987 | 002009 | 002015 | 002022 |
| Einwohner | *      | 5      | 12     | 8      | 5      | 9      | 10     | 11     | 12     |
| Häuser    |        | 1      | 2      | 1      |        | 2      |        |        |        |
| Quelle    | [ 10 ] | [ 11 ] | [ 12 ] | [ 13 ] | [ 14 ] | [ 15 ] | [ 1 ]  | [ 1 ]  | [ 1 ]  |

## Religion
Gütlershof ist evangelisch-lutherisch geprägt und nach St. Maria (Großhaslach) gepfarrt. Die Einwohner römisch-katholischer Konfession waren ursprünglich nach Unsere Liebe Frau (Heilsbronn) gepfarrt, seit 1976 ist die Pfarrei St. Franziskus (Neuendettelsau) zuständig.